# Consultorio de Elena Francis
El Consultorio de Elena Francis fue un programa de radio español, emitido entre 1947 y 1984.

## Esquema
El espacio, dirigido al público femenino, de treinta minutos de duración, se estructuraba en torno a la correspondencia que dirigían las radioyentes a Dª Elena Francis, que contestaba, a través de consejos, a las dudas, las consultas y las confidencias de un público femenino en su práctica totalidad. Las cuestiones planteadas iban desde los temas estrictamente domésticos, como cocina o jardinería hasta salud, belleza y problemas sentimentales o incluso psicológicos. Se recuerda especialmente la sintonía del programa: Indian Summer, de Victor Herbert. A lo largo de sus 36 años de vida en antena, el consultorio adoptó diversos formatos y tiempos de duración, que variaron entre 30 minutos y una hora. Se ponían canciones dedicadas, se leían autobiografías y vidas de santos como modelos a imitar, pero el cuerpo principal del programa consistía en leer las preguntas de las oyentes y darles consejo. Algunas cartas, si así se solicitaba, eran contestadas por correo, lo que servía como confirmación de que doña Francis existía y no era una mera leyenda.

## Historia
El espacio surgió en la década de los años cuarenta, un momento de renovación en los contenidos de los programas de radio en España. La idea del consultorio la inspiró Francisca Bes, perteneciente a una familia con intereses en el negocio cosmético. Comenzó sus emisiones en 1947 a través de Radio Barcelona, desde donde emitió hasta 1966. Posteriormente se emitió por Radio Peninsular y por Radio Intercontinental. Debido al descenso en los índices de audiencia, el programa dejó de emitirse el 31 de enero de 1984.

## El equipo
Desde los inicios del programa las respuestas a las consultas (unas siete en cada emisión diaria) las redactaba un equipo de guionistas, labor que quedó asignada en exclusiva al periodista Juan Soto Viñolo desde 1966. En cuanto a las locutoras que prestaron su voz a Elena Francis, la primera fue María Garriga, sustituida luego por Rosario Caballé. Sin embargo la más popular y longeva en el personaje fue Maruja Fernández.

## Repercusiones
El consultorio radiofónico de Elena Francis fue un auténtico fenómeno sociológico durante décadas en España y formó parte de la cultura sentimental de varias generaciones. Sin embargo, no fue hasta el 16 de febrero de 1984, cuando en el programa 'Buenas noches', presentado por Mercedes Milá, el periodista Juan Soto Viñolo reconocía, tras 35 años desde del comienzo de sus emisiones, la inexistencia del personaje. La revelación causó una gran conmoción en una sociedad española, aún ingenua ante los artificios de los medios de comunicación y que durante más de 30 años creyó firmemente que Doña Elena Francis era una mujer real. Hasta el último momento, los responsables del programa afirmaron que Elena Francis existe, es un ente físico. Se trata de una señora "muy digna, muy preparada y muy amante de su intimidad", que tendrá en la actualidad entre 68 y 70 años. No es posible hablar con la presunta Elena Francis "porque sigue una norma estricta de no conceder entrevistas ni aparecer en público".

## Críticas
Detrás de Elena Francis estaba el "Instituto de Belleza Francis" de Barcelona, que había creado el personaje para publicitar sus productos. Doña Elena era un ser ficticio y las cartas las contestaba un equipo de asesores, entre los que se encontraban un cura y un psicólogo. Durante 36 años las respuestas del consultorio fueron invariablemente de una ideología y moral conservadoras sobre el modelo de mujer, madre y esposa del franquismo, siempre sumisa. El consultorio recomendaba a las mujeres abnegación, aguante, mirar para otro lado, hacer la vista gorda, tener paciencia, esperar a que las cosas cambiasen o sacrificarse por los hijos y la familia. El programa no fue sino la doctrina del régimen franquista disfrazada de consultorio sentimental, aunque llegó a sobrevivir al propio Francisco Franco –se emitió entre 1947 y 1984- y agonizó hasta su muerte, al negarse a actualizarse y seguir preconizando una moral de posguerra, cuando el destape, el divorcio, el feminismo y la lucha por la ley del aborto campaban a sus anchas por una España con prisas por sacudirse su pasado reciente. Las cartas describían un panorama de amas de casa solas, relegadas al hogar y a las tareas domésticas y con poca conexión con el mundo real. Una vez una niña le preguntó a Elena “las reglas de la actividad sexual”. Francis contestó: “Ligada a esta actividad está la función más importante de la mujer, que es la maternidad”.
Respecto a homosexualidad, según Francis, era "un trastorno que las esposas podían remediar". Así, a una mujer que comprobó que su marido era homosexual e iba a bares de gais, el consejo fue: “no hacer demasiado caso de los rumores. Compórtese como si no hubiera ocurrido nada, con el fin de que su esposo recobre la confianza perdida. Extreme sus atenciones pero sin que él advierta nada. Cree un grato ambiente en la casa para que él no sienta la necesidad de salir”. En otros casos de homosexualidad, doña Elena opinaba que lo mejor era acudir al médico para que curase el "trastorno". 
En cuestiones de embarazos prematrimoniales, el mensaje fue siempre tajante: “la falta” o “el fallo”, era siempre culpa exclusiva de la mujer. “Siendo tú la responsable” o “tu enorme equivocación” eran expresiones habituales. El matrimonio era indisoluble y, según Gerard Imbert, “la filosofía del programa era la de proponer un modelo de mujer abnegada, sufridora, entregada enteramente al hogar y capaz de cualquier cosa con tal de salvar la unidad familiar. Infidelidades, malos tratos, alcoholismo… todo había que soportarlo por el bien de los hijos y su futuro”. El matrimonio era un contrato en el que el hombre podía romper todas las reglas pero la mujer ninguna. En ese sentido, fue un programa imbuido de un profundo machismo que contribuyó a perpetuar estereotipos.

## Las cartas y los guiones delConsultorio
En 2005 se encontraron más de un millón de cartas con sus respuestas en la masía Can Tirel, propiedad de la familia Fradera en Cornellá de Llobregat, cuando unos técnicos del ayuntamiento de esta ciudad visitaban el edificio para rehabilitarlo y convertirlo en equipamiento municipal. Dicha masía, desocupada por la familia Fradera desde hacía décadas, fue adquirida por los promotores de la urbanización de la zona, que la cedieron al Ayuntamiento de Cornellá de Llobregat. 
Las cartas estaban en pésimo estado de conservación y, después de un tratamiento de desinfección y desinsectación, se pudo rescatar más de cien mil del deterioro y se ingresaron en el Arxiu Comarcal del Baix Llobregat (Sant Feliu de Llobregat) en marzo de 2007 para su estudio y su conservación por la historiadora y directora del Archivo, Mari Luz Retuerta.  De ellas, aproximadamente un 10 % se han catalogado y digitalizado. Por su parte, los guiones originales del consultorio se han conservado en su mayoría en la Colección de Guiones de Radio Barcelona de la Biblioteca de Comunicación y Hemeroteca General de la Universidad Autónoma de Barcelona.